# Një emër midis njerëzve
Një emër midis njerezve (en albanès Un nom entre la gent) és una pel·lícula albanesa del 1983 dirigida per Muharrem Fejzo.

## Descripció de la trama
La pel·lícula presenta el personatge d'Avni Rustemi, una jove activista radical dels anys 20. La pel·lícula s'obre amb l'intent d'assassinat d'Esad Pasha Toptani a París (13 de juny de 1920), que esdevingué famós a tota Albània. Les seves activitats polítiques es van entrellaçar amb els esdeveniments que van conduir al cop d'estat de Fan Noli el juny de 1924. La mort de Rustemi "la consciència dels albanesos", assassinat prop del mercat de Tirana, a la pel·lícula es converteix en l'impuls d'una revolució explosiva.

## Repartiment
- Bujar Asqeriu com Avni Rustemi
- Aleksandër Pogaçe com a Reshit
- Reshat Arbana com Esad Pasha Toptani
- Demir Hyskja com a Sezai
- Vasil Dilo com a Hodo
- Stavri Shkurti com a Jani
- Thimi Filipi com a Kanan
- Gjergj Mele com a Fan Noli
- Gjergji Lala com a Halim
- Antoneta Fishta com a Hazize
- Lazër Filipi com a Nazmi
- Petrika Riza com a Janush
- Hajrie Rondo com a mare
- Teodor Rupi com a Ypi
- Pandeli Duka